# Cause for Effect
Cause for Effect ist eine finnische Band aus Tampere, die im Jahr 1992 unter dem Namen Cause and Effect gegründet wurde. Ihre Musik ist eine Mischung aus Grindcore und Jazz.

## Geschichte
Die Band wurde im Frühling 1992 von Schlagzeuger Ari und Bassist und Sänger Tuomo unter dem Namen Cause and Effect gegründet. In den ersten beiden Monaten entwickelten sie zusammen die ersten Lieder, bis im August 1992 Gitarrist Helge zur Band kam. Im September kam Samu als zweiter Gitarrist hinzu. Anfangs orientierte die Band sich mehr oder weniger am Thrash Metal. Im Oktober nahm die Gruppe ihr erstes, selbstbetiteltes Demo auf. Anfang 1993 bestand die Band nach Samus Ausscheiden nur noch aus drei Mitgliedern und entwickelte sich in Richtung Hardcore-/Metal-Crossover. Im November nahm die Band ein zweites Demo namens Xylitol Friend auf. Vier Monate später folgte mit Back bereits das dritte Demo, wobei darauf neben neuen Lieder einige Lieder des zweiten Demos zu hören waren.
Im Jahr 1994 entwickelte sich die Band zunehmend in Richtung Grindcore. Im Sommer des Jahres änderte die Band ihren Namen in Cause for Effect um, da bereits eine Band mit dem Namen Cause and Effect existierte. Im Februar 1995 nahm die Band ein weiteres Demo auf. Nach einigen weiteren Proben nahm die Band ein weiteres Demo, mit denselben Liedern, im April auf. Da die Band noch immer nicht mit dem Resultat zufrieden war, folgte im Juni ein drittes Demo, das jedoch auch ein paar neue Lieder enthielt. Das Demo erhielt den Namen Fast, Angry and Nimble. Da Tuomo während des Jahres 1994 das Demo Back an diverse Magazine geschickt hatte, erreichte die Band einen Vertrag bei Merwi Records, Freak Animal Records und Tylyt Levyt, bei dem die Split-Veröffentlichung Cause for Effect/Noise Waste im Jahr 1995 erschien. Auf dem Tonträger waren Lieder der Band Noise Waste enthalten, sowie Lieder des Back-Demos. Die Veröffentlichung war auf 500 Kopien begrenzt und stellte die erste offizielle Veröffentlichung der Band dar. Im Jahr 1996 erschien die Kompilation No Fate über das japanische Label HG Fact Records. Die Kompilation enthielt das Lied Not Gloomy von Fast, Angry and Nimble. Im Herbst 1996 verließ Helge die Band. Als Session-Gitarrist kam Tuomos Bruder Jamu zur Band, der bis 1999 diesen Posten besetzte. Die Band probte neue Lieder, die nun schneller und technisch anspruchsvoller waren. Im Februar 1997 nahm die Band fünf neue Lieder für eine Kompilation auf. Außerdem nahmen sie die Lieder von Fast, Angry and Nimble erneut auf, sodass das Demo unter dem Namen Nuclear Blues im Jahr 1997 bei dem spanischen Label Underground Records erschien. Die Kompilation erschien im selben Jahr bei Tylyt Levyt. 
Im Mai 1997 begab sich die Band erneut ins Studio, um elf neue Lieder aufzunehmen, fünf davon waren neu aufgenommene Versionen von Liedern der zuvor erschienenen Kompilation. Die übrigen waren neue Lieder. Die Aufnahmen fanden im Fantom Studio unter der Leitung von Janne Jokinen statt. Die Lieder wurden auf der Split-Veröffentlichung Cause for Effect/Utter Bastard im Januar 1998 über Tylyt Levyt veröffentlicht. Im Oktober 1997 erhielt die Band ihren eigenen Proberaum in Tampere. Da die Proben bisher in Jamus Raum stattgefunden hatten und dieser nun zu weit weg wohnte, half Janne Jokinen für zwei Monate als Gitarrist aus. Danach kam Jamu wieder als Session-Gitarrist hinzu, dies war jedoch nur auf Auftritte begrenzt.
Ari und Tuomo arbeitete vom Oktober 1997 bis September 1998 an neuem Material. Daraufhin begaben sie sich in Jannes Studio, um ihr Debütalbum Fast Material aufzunehmen. Tuomo spielte dabei nicht nur die Spuren für den Bass, sondern auch für die E-Gitarre ein. Bei den Aufnahmen entstanden 32 Lieder, einige wenige davon waren Neuaufnahmen der Split-Veröffentlichung mit Utter Bastard. Im Oktober 1998 hielten Ari, Tuomo und Jamu ihre erste Europatournee zusammen mit der finnischen Band Incriminated und der deutschen Band Amnion ab, die bis November anhielt. Die Veröffentlichung von Fast Material war für Anfang 1999 geplant. Jedoch war dies durch finanzielle Probleme seitens Tylyt Levyt nicht möglich. Die Band suchte nach einem neuen Label und fand dies im Frühling 1999 mit Ecocentric Records. Das Album erschien im Jahr 2000, jedoch waren Ari und Tuomo zur Zeit der Veröffentlichung nur noch ein Duo und arbeitete bereits an neuem Material ohne E-Gitarre, da Jamu Anfang 1999 die Band verlassen hatte. Anfangs versuchten Tuomo und Ari einen passenden Ersatz zu finden, bis sich beide schließlich im August entschlossen, die Band als Duo fortzusetzen. Anfang 1999 erschien über das österreichische Label Machismo Productions außerdem eine Split-Veröffentlichung mit der tschechischen Band Onanizer, wobei die Lieder seitens Cause for Effect von Fast Material stammten.
Im November 1999 begaben sich Ari und Tuomo in das Fantom Studio und nahmen an einem Wochenende 20 neue Lieder auf. Die EP PQ-2 wurde von Janne Jokinen aufgenommen, abgemischt und gemastert. Anfang 2000 begab sich das Duo auf die Suche nach einem neuen Label und fand dies mit dem schwedischen Label Ubble-Gubble Records. Da die EP erst im Jahr 2001 veröffentlicht wurde, arbeitete die Band bereits an neuem Material und probte etwa fünf- bis sechsmal in der Woche. Während dieser Zeit hielt die Band nur wenige Konzerte ab. Im Juni 2001 folgte die zweite Europatournee mit der Hardcore-Punk-Band Valse Triste. Die Tour umfasste Auftritte in Polen, Deutschland, Tschechien und Belgien. Im Dezember 2001 begab sich die Band in Jokinens neues Studio, das Ari und Tuomo Fusion Reactor benannten. Innerhalb von vier Tagen nahm die Band das nächste Album auf und mischte und masterte das Album ebenfalls in diesem Zeitraum. Das Album namens Album, dessen Namen Jokinen wählte, erschien im Sommer 2002 bei dem brasilianischen Label Bucho Discos. Im Jahr 2002 hielt die Band Auftritte in Finnland ab, darunter ein Auftritt im November zusammen mit Napalm Death. Im Jahr 2003 folgten unter anderem ein weiterer Auftritt mit Rotten Sound, Entombed und Defleshed.
Im Mai 2003 begaben sich Ari und Tuomo erneut in Jokinens Studio, um Material für eine Split-Veröffentlichung aufzunehmen. Die Band nahm an einem Wochenende 15 neue Lieder auf. Die Veröffentlichung des Split-Tonträgers fand jedoch nie statt, sodass die Lieder noch nicht veröffentlicht werden konnte. Im Februar 2004 nahm die Band drei weitere Lieder auf. Die 18 Lieder wurden als EP Professional 300 im Sommer 2004 über Bucho Discos veröffentlicht.
Im September 2003 hielt die Band ihre dritte Europatournee ab zusammen mit der deutschen Band Gorilla Monsoon. Im September des nächsten Jahres folgte die vierte Tour durch Europa und spielte dabei auch zusammen mit auf einem Festival mit Behemoth. Im Herbst 2005 erreichte die Band einen Vertrag mit Dies Irae Records und veröffentlichte bei diesem Label die Kompilation 2001 - 2004 am 6. Juni 2006. Die Kompilation umfasste alle Lieder, auf der nur das Duo Ari und Tuomo zu hören war. Im Sommer des Jahres spielte die band außerdem auch auf dem Tuska Open Air Metal Festival. Gegen Ende des Jahres wurde Dies Irae Records ein Teil von Stay Heavy Records, einem größeren finnischen Label. Die Band begab sich im November ins Studio, um das nächste Album aufzunehmen. Aufgenommen, abgemischt und gemastert wurden diese 33 Lieder von Sammy Roiha. Das Album 0+1=01 erschien im Februar 2007. Im Sommer 2007 spielte die Band an drei Tagen in dem Abendclub des Tuska Open Air Metal Festivals. Im Februar 2008 folgte ein weiterer Auftritt auf der Finnish Metal Expo. Den Rest des Jahres folgten weitere Auftritte. Seit 2007 arbeitete die Band außerdem an neuen Liedern. Im Winter 2009 löste die Band ihren Vertrag mit Stay Heavy Records auf. Im Jahr 2010 veröffentlichte die Band die EP Progressive and Minimalist Recording in Eigenveröffentlichung und stellte verschiedene Live-Aufnahmen zum Herunterladen bereit.

## Stil
Anfangs war die Musik stark am Thrash Metal orientiert, wobei Gruppen wie Acid Reign und Sacred Reich als Einflüsse angegeben werden. 1993 entwickelte der Stil sich zu einem Hardcore-Punk-/Metal-Crossover. Ab 1994 wurde der Stil zunehmend grindcore-orientiert. Tuomos Gesangsstil wechselte von heiserem Shouting zu tieferen Growls. Neben dem Grindcore war auch die finnische Band Xysma ein wichtiger Einfluss; wie bei Xysma wurden rock-lastige Riffs mit schnellen Blastbeats kombiniert. Außerdem war die US-amerikanische Band Dead Kennedys ein wichtiger Einfluss, insbesondere Tuomo studierte ihr Gitarrenspiel. Danach spielte die Band eine Mischung aus Grindcore und Jazz, wobei besonders charakteristisch ist, dass das Duo ohne jeglichen Einsatz einer E-Gitarre auskommt.

## Diskografie
als Cause and Effect
- Cause and Effect (Demo, 1992, Eigenveröffentlichung)
- Xylitol Friend (Demo, 1993, Eigenveröffentlichung)
- Back (Demo, 1994, Eigenveröffentlichung)

als Cause for Effect
- 1995: Fast, Angry and Nimble (Eigenveröffentlichung)
- 1995: Are You Aware? / Wimps (Split-EP mit Noise Waste, Freak Animal Records)
- Nuclear Blues (EP, 1997, Underground Records)
- Cause for Effect/Utter Bastard (Split mit Utter Bastard, 1998, Tylyt Levyt)
- Cause for Effect / Onanizer (Split mit Onanizer, 1999, Machismo Productions)
- Fast Material (Album, 2000, Ecocentric Records)
- PQ-2 (EP, 2001, Ubble-Gubble Records)
- Album (Album, 2002, Bucho Discos)
- Professional 300 (EP, 2004, Bucho Discos)
- 2001 - 2004 (Kompilation, 2006, Dies Irae Records)
- 0+1=01 (Album, 2007, Stay Heavy Records)
- Progressive and Minimalist Recording (EP, 2010, Eigenveröffentlichung)
- 2018: Brutal Prog (EP, Eigenveröffentlichung)